# Europaschutzgebiet Leiblach

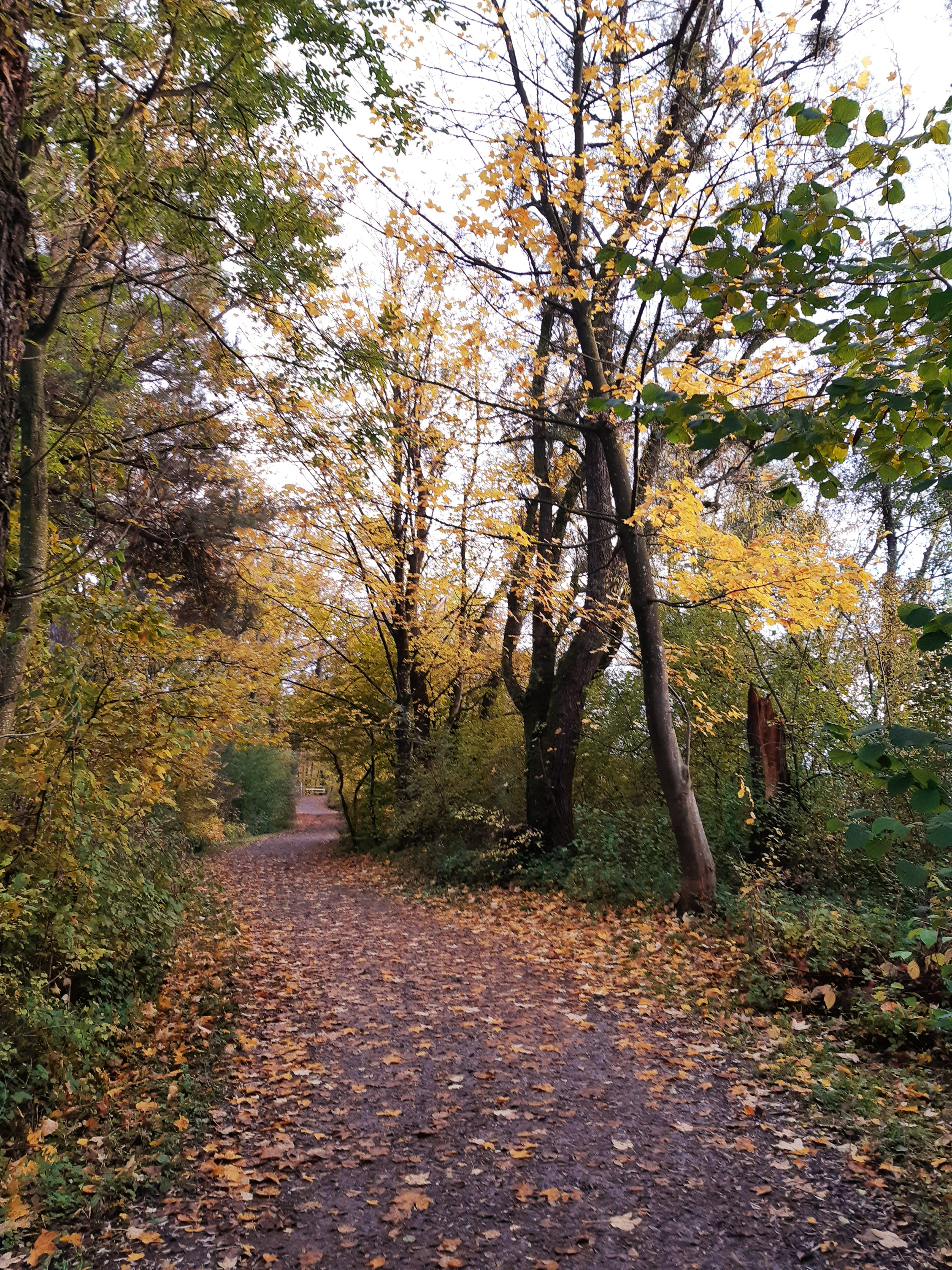
Wanderweg durch das Schutzgebiet

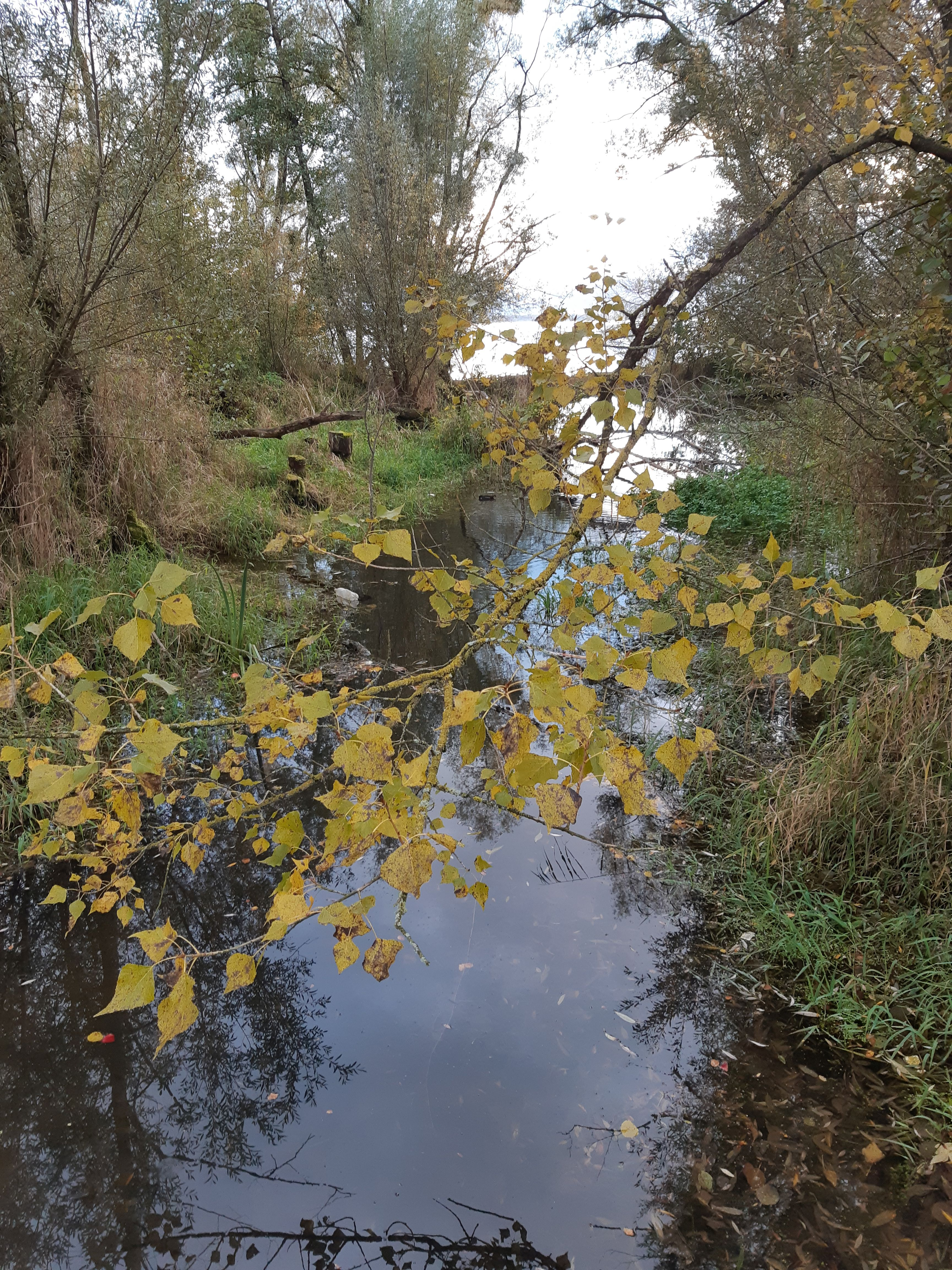
Von Bibern gestauter Mühlbach

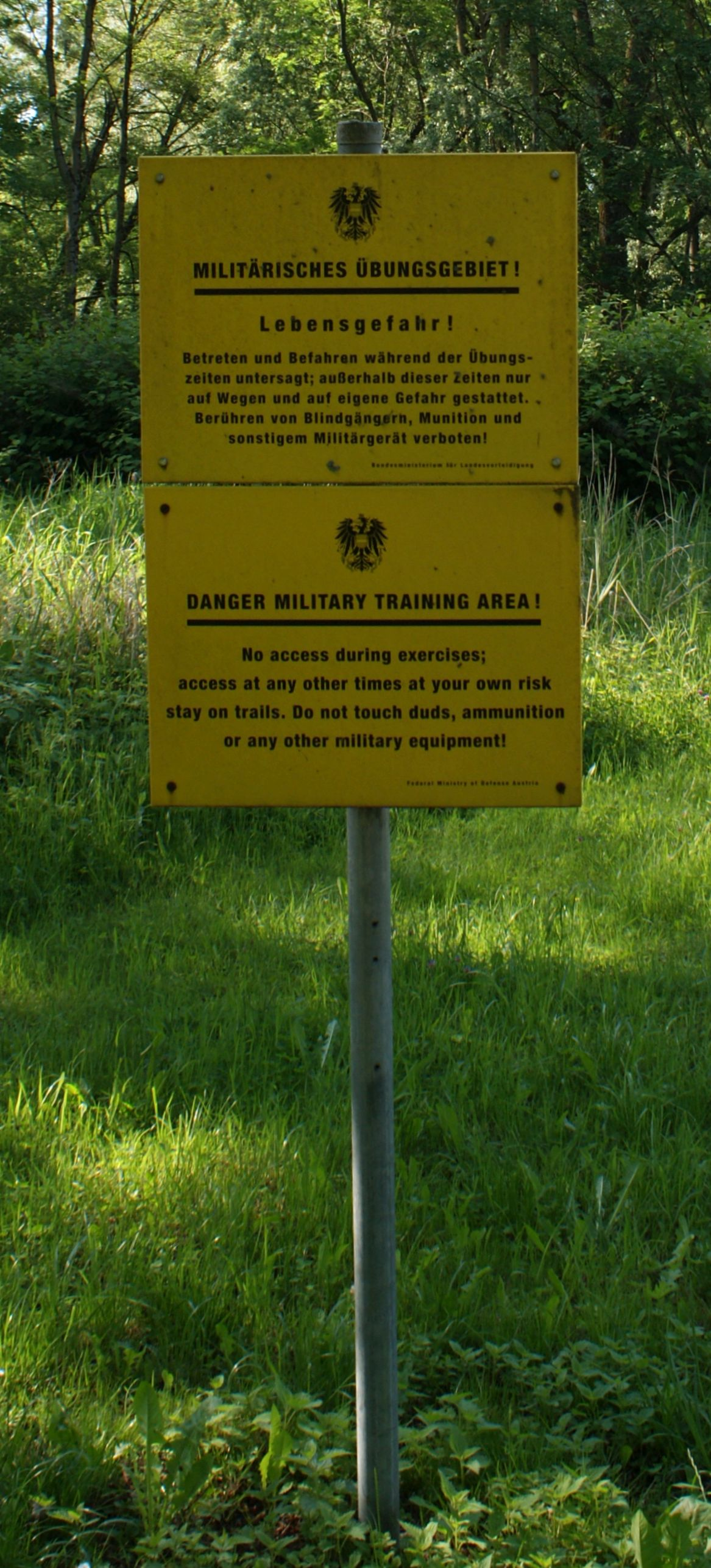
Warntafel "Militärisches Übungsgelände"

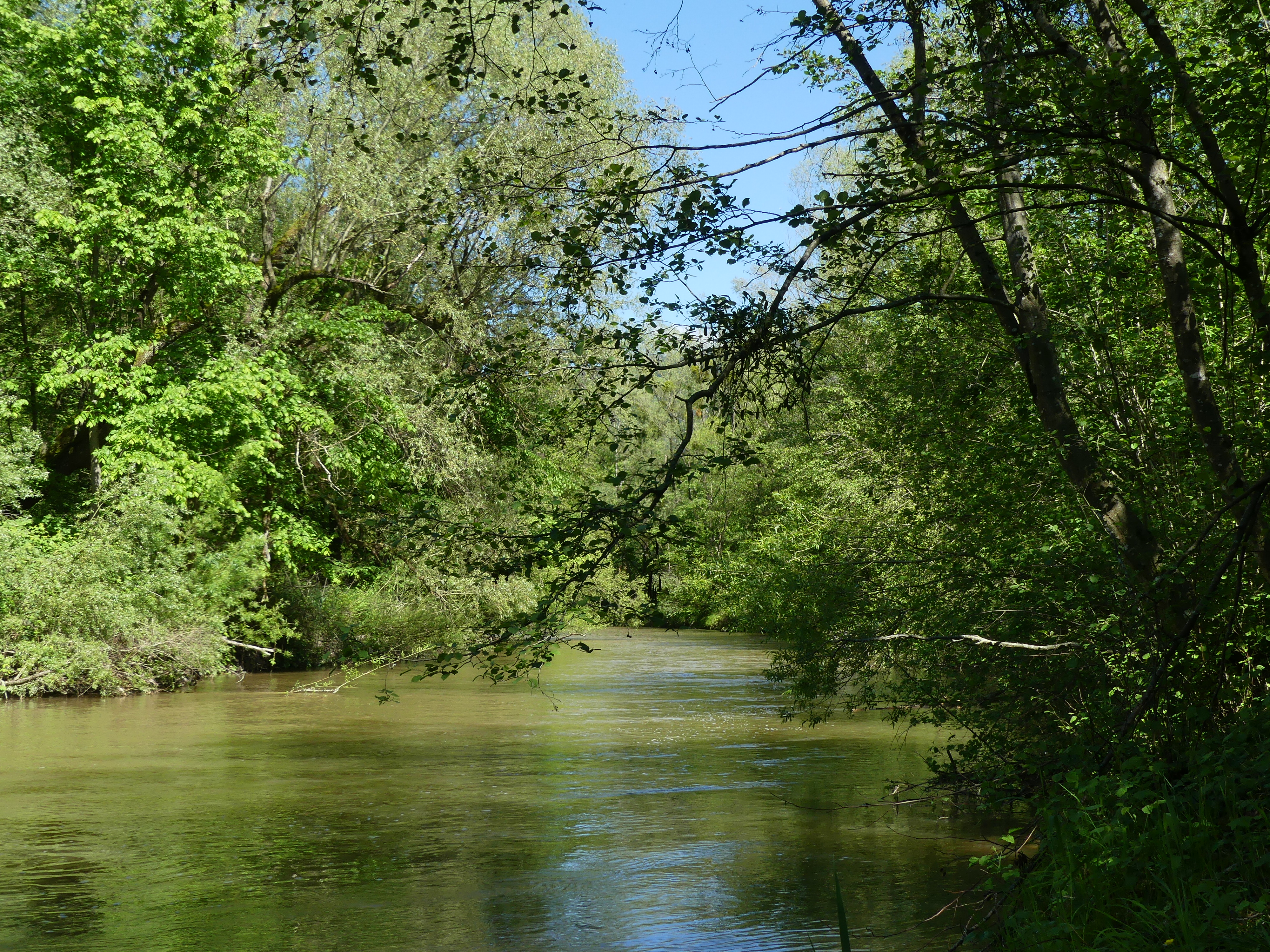
Leiblach kurz vor der Mündung

Das Europaschutzgebiet Leiblach ist ein Natura-2000-Gebiet im österreichischen Bundesland Vorarlberg. Das Gebiet ist geprägt von Auwald, Flachmooren, Schilfzonen und einer unberührten Bucht mit stark wechselndem Wasserstand.

## Lage
Das Schutzgebiet liegt an der Leiblach und in einer naturnahen Zone am Bodensee in Bregenz, Hörbranz und Lochau. Die Landeshauptstadt Bregenz ist zehn Kilometer entfernt, aber das Bodenseeufer hier gehört zum Gemeindegebiet von Bregenz. Das Schutzgebiet umfasst den Unterlauf der Leiblach ab Gewässerkilometer 4,8 und den naturnahen Uferbereich bis zur Mündung. Auch das deutsche Ufer ist ein Natura-2000-Gebiet. Der Großteil des Schutzgebietes ist das Areal am Bodensee zwischen der deutsch-österreichischen Staatsgrenze, der Bahntrasse und dem Lochauer Westhafen. Ausgenommen sind ein Badestrand mit Liegewiese in Hörbranz und das frei zugängliche Schwarzbad in Lochau, ein Fußballplatz in Hörbranz und die Kläranlage Leiblachtal. Das Areal entspricht dem Biotop Hörbranzer Seeufer - Schmelzwiese (Biotop Nr. 21801).

## Schutzgüter

### Lebensraumtypen
- Oligo- bis mesotrophe stehende Gewässer
- Natürliche eutrophe Seen mit einer Tauchblattzone (Magnopotamions) oder Hydrocharitions
- Pfeifengraswiesen
- Auenwälder mit Schwarzerlen (Alnus glutinosa) und Eschen (Fraxinus excelsior)
- Hartholzauwälder mit Stieleichen (Quercus robur), Flatterulmen (Ulmus laevis), Feldulmen (Ulmus minor)

### Tiere
- Biber (Castor fiber)
- Kammmolch (Triturus cristatus)
- Gelbbauchunke (Bombina variegata)
- Koppe (Cottus gobio)
- Strömer (Telestes souffia)
- Schmalbindiger Breitflügel-Tauchkäfer (Graphoderus bilineatus)[4]

## Wegegebot
Das Gelände ist teilweise ein Garnisonsübungsplatz, der allerdings nicht mehr oft verwendet wird. Wegen der Gefahr von Blindgängern besteht ein Wegegebot, entsprechende gelbe Warntafeln sind aufgestellt.
Auch aus Naturschutzgründen sollte man die Wege nicht verlassen.

## Ökologie der Leiblach
Die Leiblach ist ein naturnahen Mittelgebirgsfluss mit Flussschotter, Sand und einem Auwald. Augebüsche und Weichholz- und Eschenauen sind nur kleinflächig vorhanden, da Überschwemmungszonen fehlen und die Ufer meist steil geböscht sind. Durch die naturnahe Uferbeschaffenheit leben hier auch Wasseramseln und Gebirgsstelzen.

## Ökologie des Biotops Hörbranzer Seeufer - Schmelzwiese
Ganz im Westen liegt eine Bucht durch den weit in den Bodensee reichenden linken Damm der Leiblach. Diese Bucht ist vom See her geschützt durch ein Gitter. Hier dominieren Röhrichte von Schilf und Rohrglanzgras. Zahlreiche Vögel finden hier sichere und ungestörte Brutplätze. Landeinwärts findet man hier auch den Schmalblättrigen Rohrkolben (Typha angustifolia). Östlich der Liegewiese hat man das Ufer renaturiert. 
Die Röhrichte und Sumpfwiesen landseitig des Weges bis zum Fußballplatz und dem Gelände der Kläranlage sind unberührte verwilderte Feuchtgebiete. Vorherrschend sind Großseggenrieder.
Reine Schilfröhrichte (Phragmitetum australis) sind am Seeufer vorhanden.
Am Mühlbach, auch Werkskanal genannt, haben Biber zahlreiche Bäume gefällt und zwei Dämme errichtet, die zu Staustufen des Baches geführt haben. Der Bauhof der Gemeinde Hörbranz kümmert sich gemeinsam mit dem Bibermanagement um die Biber hier.
Am Ruggbach wird bis 2025 die Hochwassersicherheit verbessert und der ökologische Zustand des Baches aufgewertet. Dafür müssen vorübergehende schwere Eingriffe und Rodungen in Kauf genommen werden.